# 孙柏林
孙柏林（1936年11月—），男，湖北人，中国国防系统分析方法学专家，中国人民解放军少将，曾任中国自动化学会副理事长。